# Edwardsiana lamellaris
Edwardsiana lamellaris är en insektsart som först beskrevs av Ribaut 1931.  Edwardsiana lamellaris ingår i släktet Edwardsiana och familjen dvärgstritar. Inga underarter finns listade i Catalogue of Life.